# Église Saint-Romain de Rouen
L'église Saint-Romain est une église  catholique située dans le quartier Gare Jouvenet de Rouen, dans le département français de Seine-Maritime. Elle se trouve à proximité de la gare (place Bernard-Tissot), à l'angle des rues de La Rochefoucauld et du Champ des Oiseaux. Elle est dédiée à saint Romain, évêque de Rouen sous Dagobert.

## Historique
Située à l'extérieur des remparts de la ville, c'était la chapelle du couvent des Carmes déchaussés, installé sur le site en 1624. La première pierre du sanctuaire est posée le 20 novembre 1643 par Henri, duc de Longueville. Orientée, elle avait son chevet sur la rue du Champ-aux-Oiseaux. Le père Blaise de la Conception, prieur du couvent, bénit en 1645 le chœur et la sacristie. Le couvent a été fondé en 1568 et a été supprimé à la Révolution.
L'église est reconstruite à la fin du XVIIe siècle suivant une orientation nord-sud, le long de la rue du Champ-aux-Oiseaux. La première pierre est posée en 1679 par Pierre de Becdelièvre, premier président de la Cour. Sa dédicace a lieu le 21 décembre 1681 cependant que les travaux se poursuivent jusqu'en 1729. C'est à cette époque qu'est aménagé l'autel, réalisation du sculpteur Mazeline. Édifice baroque, sa reconstruction a été financée par la famille Becdelièvre, figurée par la présence de nombreux petits lièvres dans la décoration de l'église.
Conservé jusqu'en 1804 dans la crypte de l'église Saint-Godard, le tombeau de marbre rouge de saint Romain est enchâssé sous le maître-autel du XIXe siècle de l'église Saint-Romain.
L'église devient paroissiale au début de la Révolution, lorsque les carmes sont expulsés, avant d'être fermée en 1793. Elle est rendue au culte quelques années plus tard. Elle abrite des vitraux des XVIe – XVIIe siècles provenant d'églises désaffectées ou détruites. Vingt-et-un des vingt-quatre vitraux proviennent d'une chapelle de l'ancien cimetière Saint-Maur, des églises Saint-Martin-sur-Renelle et Saint-Étienne-des-Tonneliers. Les trois autres vitraux datés de 1868 ornent la chapelle des fonts baptismaux. Le couvercle des fonts baptismaux, qui provenaient de l'église Saint-Étienne-des-Tonneliers et transférés dans l'église en 1802, se trouve actuellement au musée des beaux-arts.
Le clocher de plomb repoussé a été élevé en 1876 pour remplacer celui construit en 1806, suivant les plans d'Eugène Barthélémy et sous la réalisation de Ferdinand Marrou.
L'orgue, construit vers 1750, provient de l'église Saint-Laurent.

## Architecture
De la forme d'une croix grecque, elle est orientée nord-sud. Sa façade principale donne sur la rue de La Rochefoucauld. Elle est composée d'un grand portail encadré de niches. Les deux niches supérieures qui encadrent la baie centrale accueillent les statues de sainte Thérèse d'Avila et saint Joseph, patrons de l'ordre.
Les voûtes de la nef, du chœur et des bras du transept sont en berceau. La croisée accueille une coupole, dont les peintures représentant quatre moments clefs de la vie de saint Romain ont été peints par Benoît Pécheux : le sacre de saint Roman, la prédication de la croix et la destruction des idoles, le miracle de la gargouille et du retrait des eaux qui envahissent la ville, la procession de la Fierté avec le prisonnier arraché aux fers.
L'église abrite le sarcophage en porphyre de saint Romain, rapporté de l'église Saint-Godard désaffectée au moment de la Révolution. L'abbé Crevel a également récupéré les vitraux d'églises rouennaises désaffectées parmi lesquelles :
- Quatre verrières hautes de la nef (1500-1510) représentant la vie de saint Jean-Baptiste, provenant de l'église Saint-Étienne-des-Tonneliers ;
- Un vitrail, provenant de la même église, divisé en deux dans le transept racontant le martyre de saint Étienne, œuvre de l'artiste flamand Arnoult de Nimègue;
- Vitraux (1525) de l'église Saint-Martin-sur-Renelle;
- Vitraux (1562-1569) dans les parties basses de la nef et du chœur provenant de la chapelle des Trépassés du cimetière Saint-Maur.

Le transept accueille également deux autels, œuvres du sculpteur Bonet. Une statue de la Vierge repose sur l'autel du transept gauche, tandis que celui de droite accueille une statue de saint Pierre-Julien Eymard, fondateur des Prêtres du Saint-Sacrement dont la congrégation était chargée de l'église jusqu'au départ du diocèse de Rouen de ses derniers prêtres, en août 2013.
L'église et sa sacristie sont inscrits aux monuments historiques par arrêté du 20 mai 2022.